# Вперёд!
«Вперёд!» — русскоязычный социалистический непериодический журнал. Издавался в 1873—1877 годах (в 1873—1874 годах — в Цюрихе, в 1875—1877 годах — в Лондоне). Издано 5 номеров.

## Основание и идеология
Основан по инициативе петербургских кружков «лавристов» (руководитель Л. С. Гинзбург) и «чайковцев». Идеологическая программа журнала написана П. Л. Лавровым и основывалась на его теории пропаганды революционных идей среди народных масс. Лавров выступал и главным редактором первых четырёх томов журнала. Редакторами пятого тома были В. Н. Смирнов и Н. Г. Кулябко-Корецкий.

## Сотрудники
С журналом в той или иной форме сотрудничали виднейшие теоретики и практики революционного народничества: Л. С. Гинзбург, А. Г. и Н. Г. Кулябко-Корецкие, Г. А. Лопатин, Н. В. Чайковский, С. А. Подолинский, А. Л. Линев и другие.

## Содержание
Журнал разделялся на несколько отделов. Первый состоял из проблемно-теоретических статей различного характера и не имел определенного названия, а три других назывались «Что делается на родине?», «Хаос буржуазной цивилизации», «Летопись рабочего движения». Журналу оказывал финансовую поддержку И. Тургенев. Н. Огарев говорил, что если журнал читают русские мужики, то стоило бы переводить иностранные слова на русский. На это Лавров возражал, что российское студенчество, к которому он обращается,  хорошо знакомо с иностранной терминологией. 
В журнале опубликованы программные статьи Лаврова «Счёты русского народа» (т.1), «Кому принадлежит будущее?» (т.2), «Знание и революция» (т.1 и 3), «Потерянные силы революции» (т.2), его исследования «Из истории социальных учений» (т.1 и 3), «Государственный элемент в будущем обществе» (т.4) и др.
В т.2 опубликована запрещённая русской цензурой статья Н. Г. Чернышевского «Письма без адреса» (с предисловием Лаврова). Финансовую поддержку журналу оказывал И. С. Тургенев. Нелегально поступавший в Россию журнал сыграл большую роль в идейной подготовке «хождения в народ».